# Moliden
Moliden est une localité de la commune d'Örnsköldsvik dans le comté de Västernorrland en Suède.
Sa population était de 290 habitants en 2019.